# Albirex Niigata Ladies
L'Albirex Niigata Ladies (アルビレックス新潟レディース?) è una squadra di calcio femminile giapponese, affiliata all'omonimo club con sede nella città di Niigata. Milita in Women Empowerment League, livello di vertice e primo torneo professionistico del campionato giapponese femminile di calcio.
La squadra, istituita nel 2002 come sezione femminile dell'Albirex Niigata, rimase come parte del club fino al dicembre 2018 staccandosene e iscrivendosi alla stagione seguente come società indipendente.

## Storia
La squadra venne istituita nel 2002 come sezione femminile dell'Albirex Niigata, e iscritta dall'aprile di quell'anno alla Hokushin'etsu Women's Football League, campionato regionale riservato a squadre con sede nelle regioni di Hokuriku e Shin'etsu, conquistando il 1º posto già nel successivo campionato 2003, ottenuto vincendo tutti gli incontri, e la conseguente promozione in Division 2 della Nadeshiko League, secondo livello del campionato giapponese di categoria. La competitività della squadra è confermata nel successivo campionato, chiuso al 2º posto a 6 punti dal Okayama Yunogo Belle.
Nel 2005 la società decide di affiancare alla squadra femminile titolare anche una formazione Under-18, e nel 2006, con la squadra affidata al tecnico ed ex attaccante Naoki Naruo, l'Albirex Niigata riesce a vincere il campionato accedendo così per la prima volta alla Nadeshiko League Division 1.
Nel campionato 2007 riesce a chiudere al 6º posto, l'ultimo utile per ottenere la salvezza, mentre in quello successivo, chiuso al 7º posto, pur inizialmente destinato a giocarsi la salvezza ai play-off viene esonerato per il dissolvimento del Tasaki Perule, giunto 4º posto. Dal campionato 2009, con il cambio di formula che prevede uno spareggio promozione/retrocessione per l'ottava e ultima classificata, per l'Albirex Niigata è più agevole ottenere la salvezza pur chiudendo al 7º posto.
Dal 2010, con la Division 1 passata a 10 squadre, le prestazioni si attestano su posizioni di media classifica. Dopo un 6º posto e due 5º posti, nel 2013 la squadra ha una flessione, chiudendo all'8º posizione, l'ultima che le garantisce la salvezza, ritrovando la competitività nel 2014, con il campionato che cambia nuovamente formula sdoppiandosi in due fasi, con l'Albirex Niigata che dopo aver chiuso 4º nella prima, ottiene la sua migliore prestazione fino a quel momento, il 3º posto, nella Championship league.
La formula, rimasta inalterata nel 2015, con la squadra che chiude al 4º posto la Championship league, ritorna alla soluzione con le ultime due squadre classificate destinate, rispettivamente, ai play-off e alla retrocessione in Division 2. Dal 2016 al 2018 termina il campionato in 5ª posizione, con una flessione al 6º posto nel 2019,  per tornare al 5º l'anno successivo, l'ultimo in Division 1 prima della decisione di iscriversi al nuovo campionato professionistico, la Women Empowerment League, dalla stagione 2021-2022.
Diversa e più gratificante è la prestazione ottenuta dalla squadra nella Coppa dell'Imperatrice, dove l'Albirex Niigata riesce ad accedere a quattro finali, nelle stagioni 2011, 2013, 2015 e 2016, tutte perse con l'INAC Kobe Leonessa.

## Palmarès
- Campionato giapponese femminile di seconda divisione: 1

2006

## Organico

### Rosa 2020
Rosa, ruoli e numeri di maglia come da sito ufficiale, aggiornati al 5 maggio 2021.
| N. |                          | Ruolo | Calciatrice      |
| -- | ------------------------ | ----- | ---------------- |
| 1  | Giappone (bandiera)      | P     | Kanae Fukumura   |
| 4  | Giappone (bandiera)      | D     | Ayaka Watanabe   |
| 6  | Giappone (bandiera)      | D     | Momoko Sayama    |
| 7  | Giappone (bandiera)      | C     | Mizuki Sonoda    |
| 8  | Giappone (bandiera)      | A     | Sayaka Oishi     |
| 9  | Giappone (bandiera)      | C     | Ruka Yamaya      |
| 10 | Giappone (bandiera)      | C     | Megumi Kamionobe |
| 11 | Giappone (bandiera)      | C     | Aya Saeki        |
| 13 | Giappone (bandiera)      | A     | Saya Kawasaki    |
| 14 | Giappone (bandiera)      | D     | Yuria Obara      |
| 16 | Corea del Sud (bandiera) | D     | Lee Hyo-kyeong   |

| N. |                     | Ruolo | Calciatrice      |
| -- | ------------------- | ----- | ---------------- |
| 17 | Giappone (bandiera) | C     | Mayu Kubota      |
| 19 | Giappone (bandiera) | C     | Miki Irie        |
| 21 | Giappone (bandiera) | P     | Tomoko Takahashi |
| 23 | Giappone (bandiera) | D     | Reina Ikeda      |
| 25 | Giappone (bandiera) | C     | Mayu Karahashi   |
| 27 | Giappone (bandiera) | D     | Haruhi Sekura    |
| 28 | Giappone (bandiera) | C     | Mei Yasaka       |
| 29 | Giappone (bandiera) | C     | Nanami Chino     |
| 30 | Giappone (bandiera) | P     | Chika Hirao      |
| 39 | Giappone (bandiera) | D     | Miku Kojima      |